# Eberhard von Claer (Politiker)
Eberhard von Claer (* 9. Juni 1923 in Königsberg; † 19. Mai 2013) war ein deutscher Politiker (CDU).

## Leben
Claer besuchte die Volksschule und später das Gymnasium bzw. die Oberschule in Königsberg, Manenburg, Stolp und Kolberg. Der häufige Schulwechsel waren durch die Versetzungen seines Vaters, dem späteren Generalleutnant Bernhard von Claer (1888–1953) begründet. Im Jahr 1940 schloss er mit dem sogenannten Reifevermerk seine Schulausbildung ab und ging im direkten Anschluss in den Kriegsdienst bei der deutschen Wehrmacht bis zum Ende des Zweiten Weltkrieges. Während des Krieges wurde Claer zweimal verwundet und verblieb nach dem Krieg zu 90 Prozent schwerkriegsbeschädigt.
Nach seiner Flucht 1945 aus Ostpreußen begann er in Göttingen sein Studium der Rechts- und Staatswissenschaften an der Georg-August-Universität. Zwischen 1949 und 1954 legte er sein juristisches Staatsexamen ab und war im Anschluss zwischen 1954 und 1960 in der Finanzverwaltung des Landes Niedersachsen beschäftigt. Als stellvertretender Finanzamtsvorsteher war er an den Finanzämtern Vechta und Osnabrück (Land) tätig und wechselte später in die Bundesverwaltung. Hier war er zunächst als Leiter der Abteilung Verwaltung in höheren Kommandostäben des Heeres und der Marine tätig. Im Jahr 1962 bis zum Anfang des Jahres 1976 war er Leiter des Kreiswehrersatzamtes in Oldenburg. Danach wurde er zum Leiter der Außenstelle Oldenburg der Wehrbereichsverwaltung II.
Seit 1958 war Claer Mitglied der CDU und Vorsitzender des Landesverbandes Oldenburg der Union der Vertriebenen und Flüchtlinge in der CDU/CSU. Er war Vorsitzender des Landesverbandes Niedersachsen und des Kreisverbandes Oldenburg (Stadt) des Bundes der Vertriebenen. Im Beirat für Vertriebenen- und Flüchtlingsfragen beim Bundesminister des Innern wurde er Mitglied und war in verschiedenen ehrenamtlichen Funktionen in Vereinen tätig.
Zwischen 1964 und 1972 wurde er Ratsherr in der Stadt Oldenburg und zog in der achten Wahlperiode als Abgeordneter in den Niedersächsischen Landtag vom 20. Oktober 1976 bis 20. Juni 1978 ein.